# Avegno Gordevio
Avegno Gordevio (lmo. Dopo Pont Brola Avegn Gordèv) − miejscowość i gmina w południowej Szwajcarii, w kantonie Ticino, w okręgu (distretto) Vallemaggia, w powiecie (circolo) Maggia. Leży nad rzeką Maggia. Powstała 20 kwietnia 2008 w wyniku połączenia gmin Avegno i Gordevio.

## Demografia
W Avegno Gordevio mieszka 1557 osób. W 2022 roku 10,1% populacji gminy stanowiły osoby urodzone poza Szwajcarią. 

## Transport
Przez teren gminy przebiega droga główna nr 407.